# Sozzago
Sozzago är en ort och kommun i provinsen Novara i regionen Piemonte i Italien. Kommunen hade 1 070 invånare (2018).